# See (Ausztria)
See település Ausztriában, Tirolban a Landecki járásban található. Területe 58,08 km², lakosainak száma 1185 fő, népsűrűsége 20 fő/km² (2014. január 1-jén). A település 1056 méter tengerszint feletti magasságban helyezkedik el.

## Fordítás
- Ez a szócikk részben vagy egészben  a   See, Tyrol című angol Wikipédia-szócikk ezen változatának fordításán alapul.  Az eredeti cikk szerkesztőit annak laptörténete sorolja fel. Ez a jelzés csupán a megfogalmazás eredetét és a szerzői jogokat jelzi, nem szolgál a cikkben szereplő információk forrásmegjelöléseként.